# Estadio municipal de Medina del Campo
El estadio municipal de Medina del Campo es un estadio multiusos con capacidad para 1000 espectadores (548 asientos), de propiedad municipal, y es donde disputa sus partidos como local el equipo de fútbol de la Gimnástica Medinense, aunque también se celebran ocasionalmente competiciones de atletismo, conciertos musicales o partidos de rugby, entre otros eventos. 

## Resto del complejo polideportivo
- Estadio municipal, con pista de atletismo homologada, de 400 metros de cuerda y 6 calles
- Campo de fútbol Diego Carbajosa (725 espectadores)
- Pabellón Pablo Cáceres
- Piscinas municipales
- Albergue municipal

## Acontecimientos
- El 7 de noviembre de 2001 acogió el partido amistoso entre las selecciones femeninas de España sub-19 e Italia sub-19 que finalizó 0-0.
- El 4 de marzo de 2017 se disputó el partido internacional de rugby entre las selecciones masculinas de rugby de España y Georgia correspondiente a la tercera jornada del Campeonato de Europa de rugby 2017[1] que finalizó 10-20.
- El 3 de junio de 2017 se jugó el partido internacional de rugby entre las selecciones femeninas de rugby de España y Hong Kong como parte de la preparación para ambas selecciones de cara a la Copa Mundial de Rugby Femenino de 2017.

| 4 de marzo de 2017, 16:00 (UTC+1) | España                                                                                      | 10 – 20 | Georgia | Estadio Municipal, Medina del Campo                    |                                                        |
|                                   | Tries: Ilaitia Gavidi 26' Conversiones: Bradley Linklater 27' Penales: Bradley Linklater 2' | Reporte | Tries: 49' Giorgi Tkhilaishvili 64' Soso Matiashvili Conversiones: 50', 65' Merab Kvirikashvili Penal: 23' Merab Kvirikashvili | Asistencia: 7 200 espectadores Árbitro(s): Craig Evans | Asistencia: 7 200 espectadores Árbitro(s): Craig Evans |

| 3 de junio de 2017, 13:00 (UTC+1) | España | 41 – 18 | Hong Kong                                                                                | Estadio Municipal, Medina del Campo                      |                                                          |
|                                   | Tries: Ángela del Pan 4' Anne Fernández 15', 20', 70' Paula Medín 30' Isabel Rico 48' Uribarri Barrutieta 66' Conversiones: Carlota Méliz 16' Irene Schiavon 49', 67' | Reporte | Tries: 53', 73' Poon Pak Yan Conversiones: 54' Poon Pak Yan Penal: 33', 70' Poon Pak Yan | Asistencia: 250 espectadores Árbitro(s): Alhambra Nievas | Asistencia: 250 espectadores Árbitro(s): Alhambra Nievas |